# Ophiopholis aculeata
Espèce
Ophiopholis aculeata est une espèce d'ophiure de la famille des Ophiopholidae.

## Description
Le disque central très granuleux mesure jusqu'à 2 cm, et les bras, bordés de courtes épines émoussées, jusqu'à 8 cm. La couleur est variable mais souvent brune, roussâtre ou violacée, avec des bras souvent annelés.

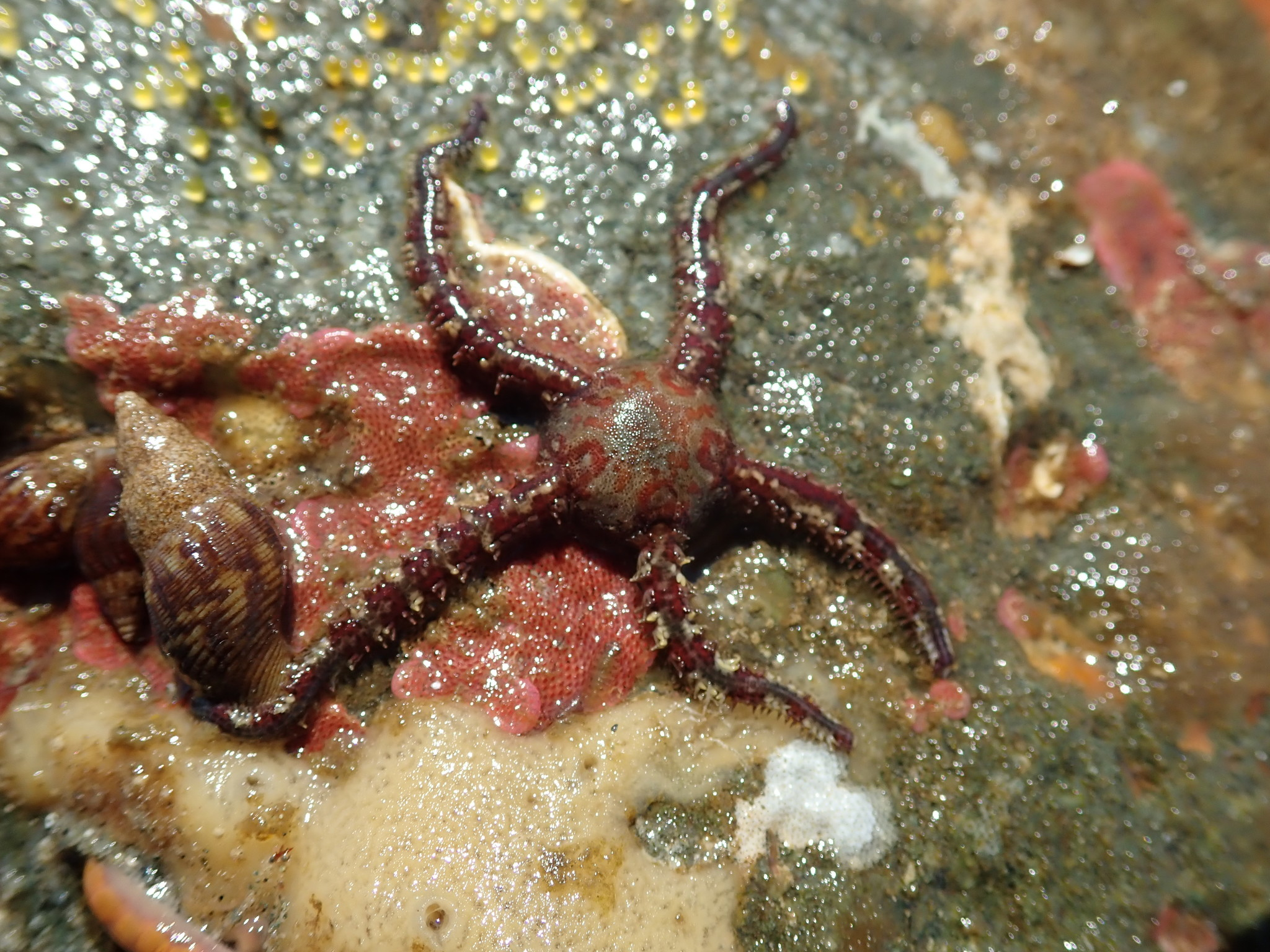
Hors de l'eau.
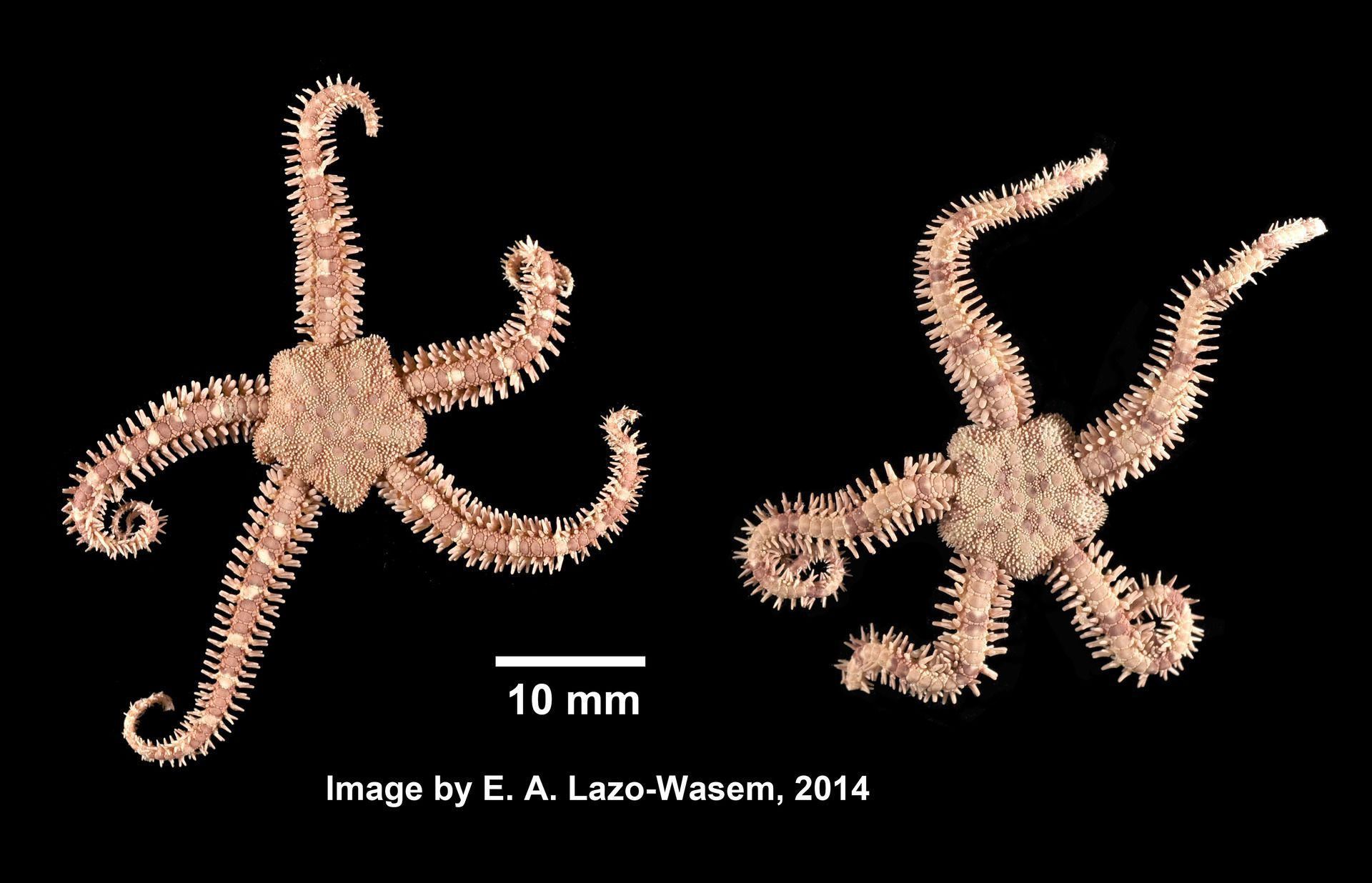
Deux faces d'un spécimen de muséum.
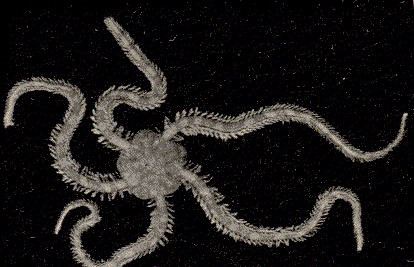
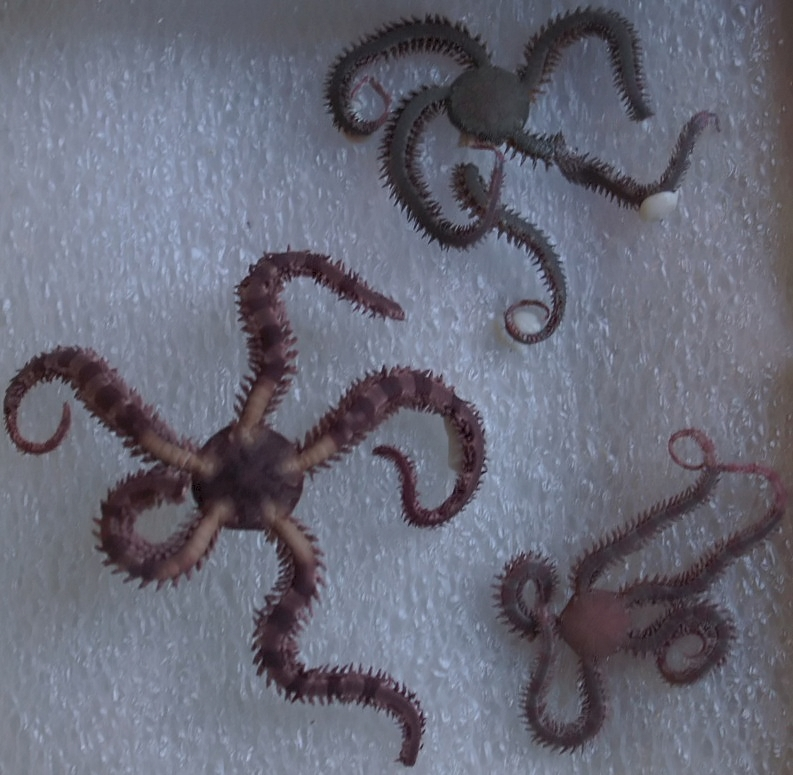

## Habitat et répartition
On trouve cette ophiure dans l'Atlantique nord et dans la Mer du Nord, et notamment sur les côtes scandinaves et jusqu'en Arctique. Elle est aussi présente au nord-est du Pacifique.
Elle vit sur des substrats durs et accidentés (contenant de nombreuses cachettes). Elle peut se trouver à faible profondeur, et a été observée jusqu'à près de 2 000 m.